# Clivaggio (metallurgia)

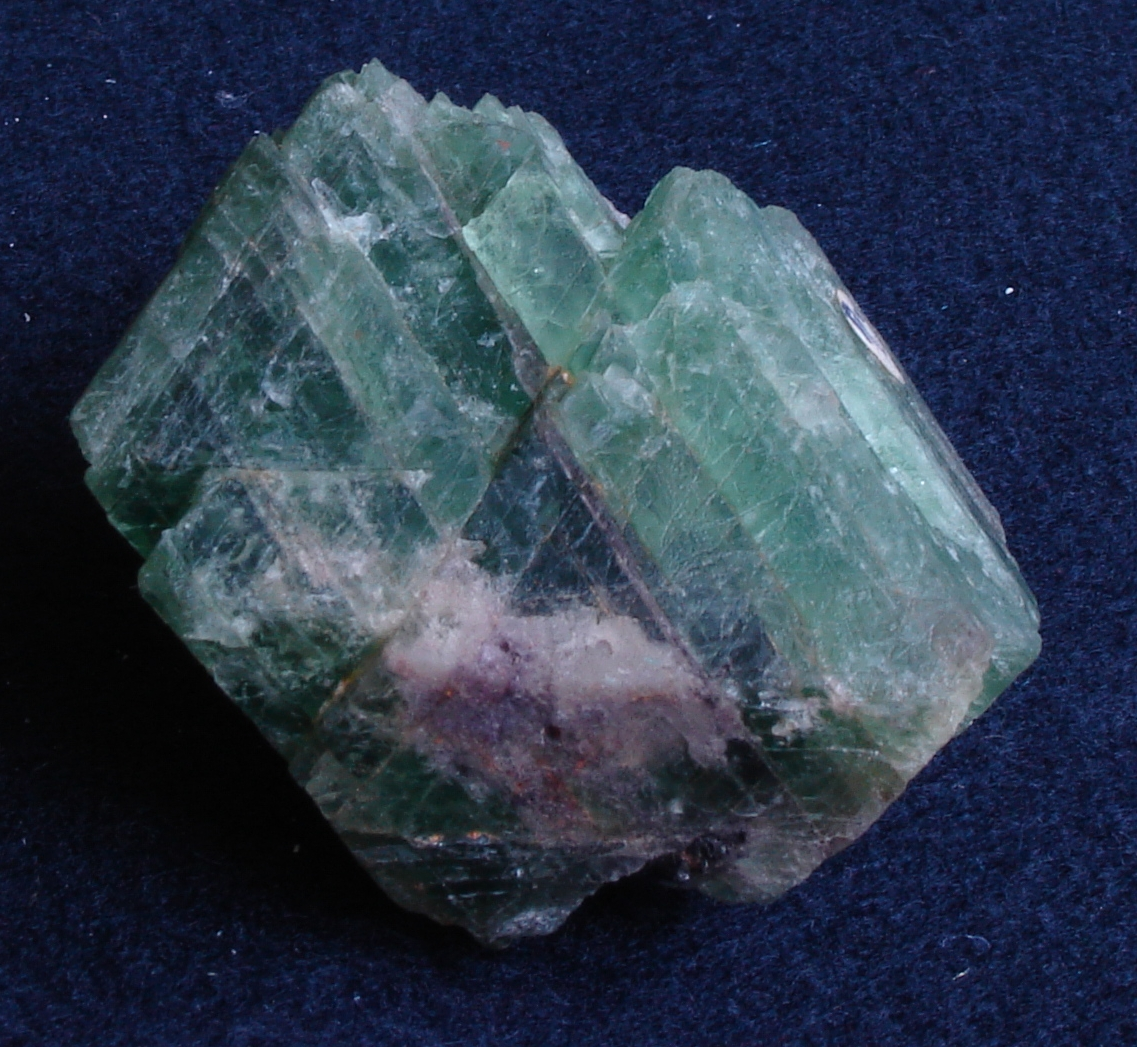
Fluorite verde con clivaggio prominente.

Il clivaggio (dal francese clivage, derivato dall'olandese klieven "fendere") è la naturale tendenza di determinate strutture a separarsi, per la presenza di un'interfaccia tra due materiali diversi.
In metallurgia il clivaggio è una modalità di frattura per scorrimento fra i piani cristallini di un materiale, in particolare metalli e ceramiche. Il clivaggio avviene istantaneamente, in quanto l'unione tra le due interfacce è fragile. Mentre nei materiali ceramici il clivaggio è praticamente l'unico modo di rottura, nei materiali metallici è in competizione con la rottura per ingrandimento e coalescenza di vacanze reticolari.

## Frattura duttile e frattura fragile
Nei materiali metallici esistono due diversi modi di collasso sotto sollecitazioni. Nel primo modo si ha inizialmente un ingrandimento e successivamente una coalescenza di vuoti legati alle vacanze reticolari. Questo modo di frattura avviene con una sensibile deformazione del materiale (i grani cristallini che compongono il materiale non si allontanano fra loro, ma si deformano ciascuno lungo piani di scorrimento più favorevoli). Questo fenomeno è noto come flusso plastico ed è tipico dei materiali metallici. Invece, in altre condizioni, si manifesta un distacco fra i piani reticolari, dovuto al fatto che le sollecitazioni locali superano la soglia a cui avviene lo scorrimento fra i piani cristallini. Il primo modo di frattura è indicato come frattura duttile, mentre il secondo che, proprio per la sua natura di fenomeno a soglia è istantaneo, è indicato come frattura fragile. Questo modo è appunto la rottura per clivaggio.

## I piani di clivaggio
In un provino prismatico o cilindrico sottoposto ad uno sforzo normale agente lungo l'asse del provino stesso la sollecitazione che provoca lo scorrimento fra i piani cristallini, cioè il clivaggio, è la sollecitazione di taglio (τ), che è orientata a 45° nei confronti della sollecitazione dovuta allo sforzo normale (σ). Quindi i piani cristallini scorrono su una superficie (conica nel caso di provini cilindrici) avente un angolo di 45° rispetto all'asse del provino stesso.
Questi piani, legati alla rottura per clivaggio, vengono quindi indicati come piani di clivaggio. Mentre generalmente sono facilmente riscontrabili su materiali ceramici, non sono sempre evidenti (particolarmente in rotture avvenute ad alte temperature o rotture per fatica) in materiali metallici. In questo caso possono spesso essere evidenziati tramite una frattografia effettuata utilizzando un microscopio metallografico o elettronico. La conoscenza dei piani di clivaggio è di notevole importanza se si vuole risalire all'origine della rottura, in quanto fornisce un'indicazione sicura sull'orientamento delle sollecitazioni di taglio agenti sul materiale.